# Listor över ledamöter av Sveriges riksdag
Listor över Ledamöter av Sveriges riksdag sedan 1867 är uppdelad per valperiod. Detta gäller dock inte för Första kammaren, där andra regler gällde.

## Ledamöter avståndsriksdagen1527–1866–

### Reformationstiden
Lista över ledamöter av Sveriges ståndsriksdag:
1527 •
1529 • 
1544 • 
1547 • 
1560 • 
1561 • 
1562 • 
1563 •  
1564 • 
1566 • 
1567 • 
1568 • 
1569 • 
1571 • 
1573 • 
1574 • 
1577 • 
1582 • 
1587 • 
1590 • 
1594 • 
1595 • 
1596 • 
1597 • 
1599 • 
1600 • 
1602 • 
1604 • 
1605 • 
1607 • 
1609 • 
1610 • 
1611 • 
1612 • 
1614 • 
1616

### Stormaktstiden
Lista över ledamöter av Sveriges ståndsriksdag:
1617 • 
hösten 1617 • 
1621 • 
1622 • 
1624 • 
1625 • 
1627 • 
1627–1628 • 
1629 • 
1630 • 
1631 • 
vintern 1632 • 
hösten 1632 • 
1633 • 
1634 • 
1635 • 
1636 • 
1638 • 
1640 • 
1642 • 
1643 • 
1644 • 
1647 • 
1649 • 
1650 • 
1652 • 
1654 • 
1655 • 
1660 (i Göteborg) • 
1660 (i Stockholm) • 
1664 • 
1668 • 
1672 • 
1675 • 
1676 • 
1678 • 
1680 • 
1682–1683 • 
1686 • 
1689 • 
1693 • 
1697 • 
1710 • 
1713–1714 • 
1719 • 
1720

### Frihetstiden
Lista över ledamöter av Sveriges ståndsriksdag:
1723 • 
1726–1727 • 
1731 • 
1734 • 
1738–1739 • 
1740–1741 • 
1742–1743 • 
1746–1747 • 
1751–1752 • 
1755–1756 • 
1760–1762 • 
1765–1766 • 
1769–1770 • 
1771–1772

### Gustavianska tiden
Lista över ledamöter av Sveriges ståndsriksdag:
1778–1779 • 
1786 • 
1789 • 
1792 • 
1800

### De sista ståndsriksdagarna
Lista över ledamöter av Sveriges ståndsriksdag:
1809–1810 • 
1810 • 
1812 • 
1815 • 
1817–1818 • 
1823 • 
1828–1830 • 
1834–1835 • 
1840–1841 • 
1844–1845 • 
1847–1848 • 
1850–1851 • 
1853–1854 • 
1856–1858 • 
1859–1860 • 
1862–1863 • 
1865–1866

## Ledamöter avtvåkammarriksdagen1867–1969

### Första kammaren 1875–1969
Lista över ledamöter av Sveriges riksdags första kammare:
1867 • 
1871 • 
1875 • 
1879 • 
1891 • 
1903 • 
1908 • 
1912 • 
1914 • 
1917 • 
1919 • 
1921 • 
1922 • 
1924 • 
1927 • 
1929 • 
1933 • 
1937 • 
1939 • 
1941 • 
1945 • 
1949 • 
1953 • 
1957 • 
1959 • 
1961 • 
1965 • 
1969

### Andra kammaren 1875–1969
Lista över ledamöter av Sveriges riksdags andra kammare:
1867–1869 • 
1870–1872 • 
1873–1875 • 
1876–1878 • 
1879–1881 • 
1882–1884 • 
1885–1887 • 
1887 • 
1888–1890 • 
1891–1893 • 
1894–1896 • 
1897–1899 • 
1900–1902 • 
1903–1905 • 
1906–1908 • 
1909–1911 • 
1912–1914 • 
1914 • 
1915–1917 • 
1918–1920 • 
1921 • 
1922–1924 • 
1925–1928 • 
1929–1932 • 
1933–1936 • 
1937–1940 • 
1941–1944 • 
1945–1948 • 
1949–1952 • 
1953–1956 • 
1957–1958 • 
1958–1960 • 
1961–1964 • 
1965–1968 • 
1969–1970

## Ledamöter avenkammarriksdagen1971–
Lista över ledamöter av Sveriges riksdag:
1971–1973 • 
1974–1976 • 
1976–1979 • 
1979–1982 • 
1982–1985 • 
1985–1988 • 
1988–1991 • 
1991–1994 • 
1994–1998 • 
1998–2002 • 
2002–2006 • 
2006–2010 • 
2010–2014 • 
2014–2018 • 
2018–2022 • 
2022–2026